# Hell and Back (album)
Hell and Back è il secondo album in studio da solista del rapper statunitense Drag-On, pubblicato nel 2004.

## Tracce
1. Intro – 0:22
2. Feel My Pain – 2:58
3. Bang Bang Boom (featuring Swizz Beatz) – 4:22
4. Bronx (Skit) (featuring Okre Boy, Bar, Haze and Neo) – 1:33
5. Respect My Gangsta (featuring Styles P) – 4:01
6. Tell Your Friends (featuring Jadakiss) – 3:48
7. Put Your Drinks Down – 3:54
8. Hector the Killer MC (Skit) (featuring Capone) – 1:45
9. Trouble (feat. Fiend) – 3:50
10. I'm a Ryder (featuring Baby & TQ) – 4:33
11. Let's Get Crazy (featuring DMX) – 3:27
12. Busta (Skit) (featuring Capone) – 1:11
13. U Had Me (featuring Melissa Jimenez) – 4:17
14. Holla at Your Boy – 3:13
15. My First Child – 3:40
16. It's a Party – 4:29
17. Life Is Short – 3:26
18. U Had Me, Pt. 2 (featuring Eve & Aja Smith) – 4:04